# Мюллер-Ханке, Райнер

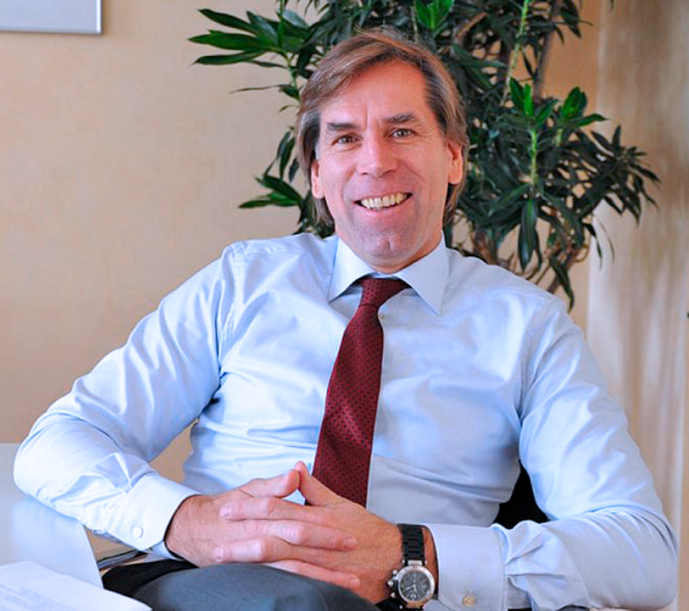

Райнер Мюллер-Ханке (родился 29 октября 1960 года) — немецкий банкир и финансист с многолетним опытом руководства крупными банками и финансовыми организациями Центральной и Восточной Европы, а также России, Украины и Средней Азии. Магистр по экономике Свободного университета Берлина. В прошлом член Комитета Управления Германо-Российской Внешнеторговой Палаты в Москве. С апреля 2020 года Председатель правления ОАО «Банк Эсхата» (Таджикистан).

## Банковская деятельность
1999—2005 КМБ-Банк (Россия, Москва) — Председатель правления
2005—2009 Банк Интеза (Итальянская группа Sanpaolo Group) — Председатель правления
2009—2013 АО Сведбанк (Украина, Киев) — Председатель правления
2014—2016 ОАО РосЕвроБанк — Неисполнительный директор (ЕБРР), член Комитета по аудиту, член Комитета по рискам
2014—2019 AccessBank (Азербайджан) — Неисполнительный директор (независимый), член Комитета по рискам и комплаенсу, член Комитета по FR&R
2018 — по н.в. ОАО «Банк Эсхата» (Таджикистан) — Председатель правления